# Hermes con el niño Dioniso

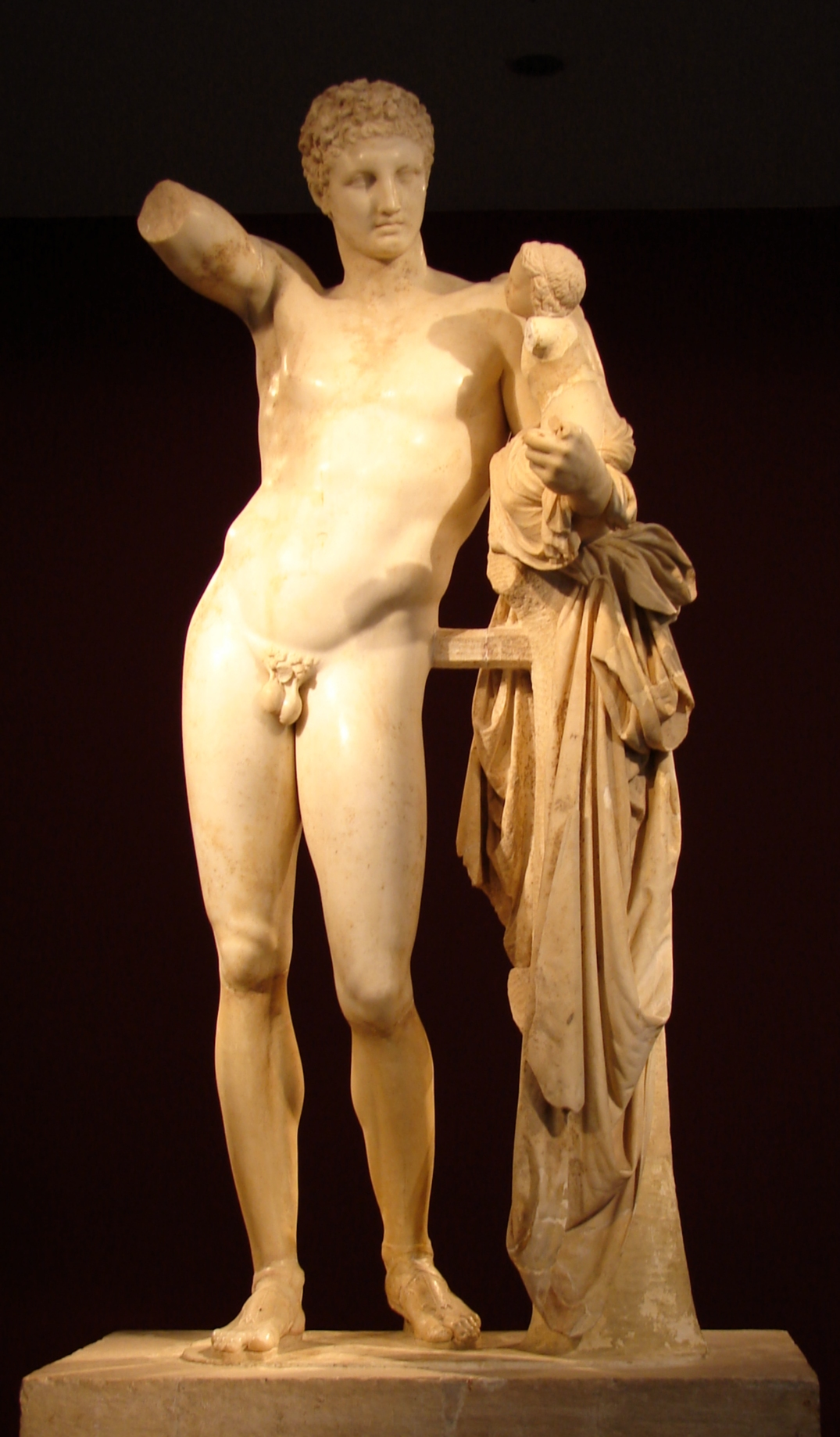
Hermes con el niño Dioniso, escultura de mármol en el museo arqueológico de Olimpia.

Hermes con el niño Dioniso es una escultura griega de mármol con una altura de 2,13 metros que se encuentra en el Museo Arqueológico de Olimpia. Su autoría se atribuye al escultor Praxíteles del período clásico final o bien, según otros autores, se trataría de una copia del siglo I de un original del mismo artista del 350-330 a. C. Se encontró en el año 1877 entre las ruinas del templo dedicado a Hera a donde había sido ofrecido. Se trata de una obra escultórica exenta, inspirada en la mitología griega. 
Los conceptos de perfil griego, nariz griega y curva praxiteliana han pasado a ser un modelo de belleza clásica dentro del arte de la escultura.

## Descubrimiento
El estado griego firmó con Alemania, en 1874 un acuerdo para la exploración arqueológica en Olimpia. Las excavaciones realizadas por un equipo alemán empezaron en 1875 bajo la dirección de Ernst Curtius. El 8 de mayo de 1877 fue encontrada en las ruinas del mismo templo Heraeum donde lo vio Pausanias.

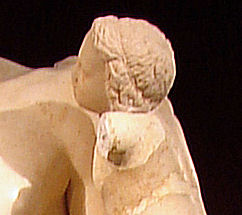
Detalle del niño Dioniso.

Se trataba de una escultura desnuda de tamaño superior al natural (cabeza, tronco, piernas y el brazo izquierdo) que representa un joven apoyado en un tronco de árbol cubierto con un paño de tela. Se encontraba protegido por una gruesa capa de arcilla, otorgándole un estado de conservación excepcional.
Se realizaron aún otros seis descubrimientos diferentes de piezas que faltaban, en otras campañas de excavaciones, hasta conformar el grupo escultórico como se encuentra en la actualidad expuesto. A la figura de Hermes le faltaba el antebrazo derecho, dos dedos de la mano izquierda, las dos piernas a partir de las rodillas, el pie izquierdo y los atributos sexuales; al niño Dioniso le faltaban los brazos (excepto la mano derecha que la tiene descansando sobre la espalda de Hermes) y la punta del pie derecho. Finalmente, no se consiguió localizar gran parte del árbol y del pedestal.

## Autor

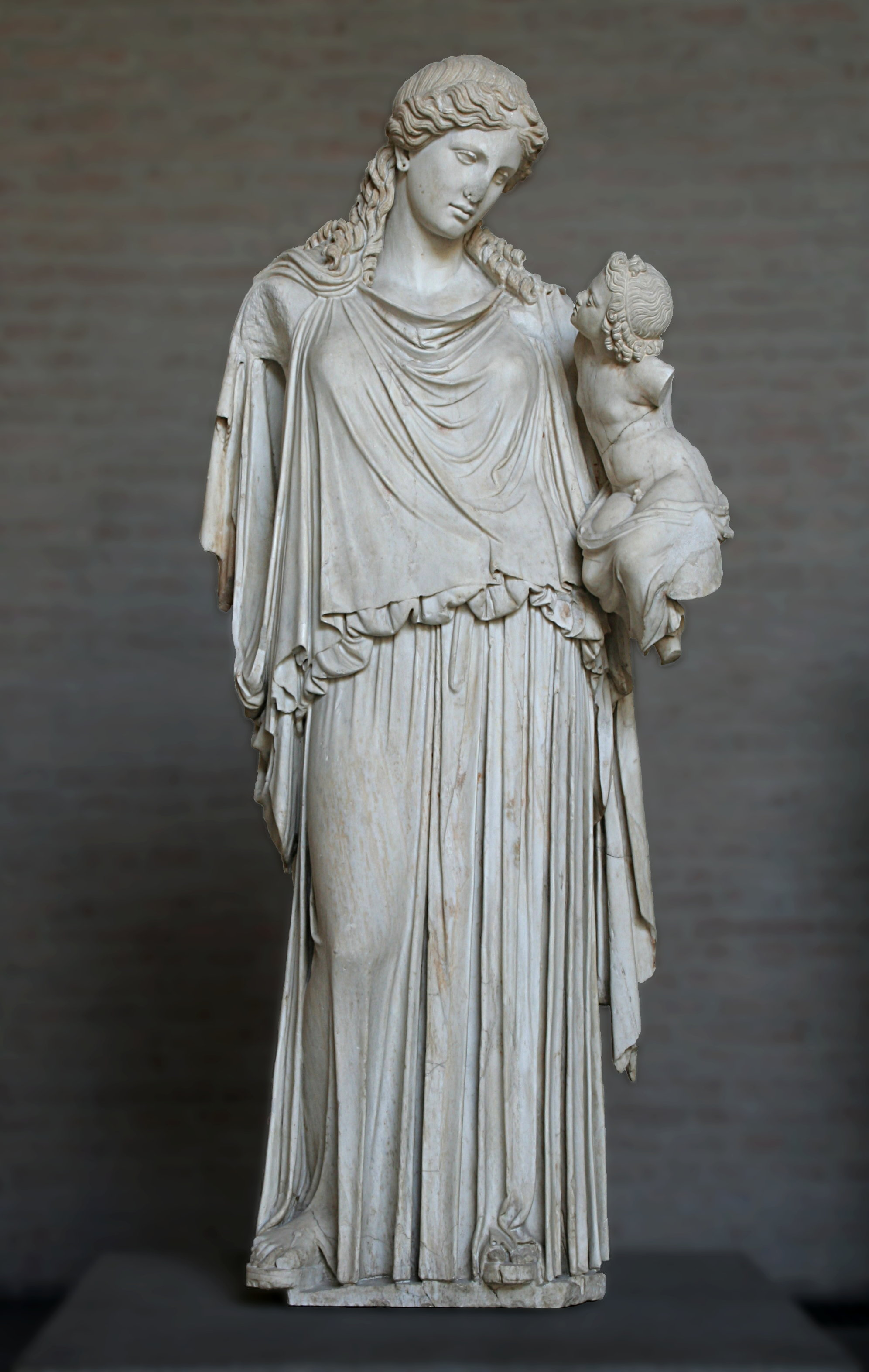
Irene portando a Pluto (La paz y la riqueza), Gliptoteca de Múnich, obra de Cefisodoto el Viejo en la cual se pudo inspirar Praxíteles para su Hermes con el niño Dioniso.

Praxíteles (en griego antiguo Πραξιτέλης) fue uno de los grandes escultores griegos, que vivió y fue un representante destacado de la escuela ática durante la parte central del siglo IV a. C. Fue un escultor reconocido en su época y también posteriormente los romanos eran conocedores y admiradores de su obra. Su biografía es bastante desconocida; en este sentido las fuentes son incluso contradictorias.
Perteneció a una dinastía de escultores: su abuelo, había trabajado con Fidias en la Acrópolis de Atenas. Praxíteles (llamado como su abuelo) era hijo del también escultor Cefisodoto el Viejo del que nos ha llegado una escultura original el grupo de Irene y Pluto llamado de La paz y la riqueza, obra en la que puede haber cierta inspiración para el Hermes con el niño Dioniso.
Praxíteles nació alrededor del año 400 a. C. También se sabe que trabajó en Atenas, donde tenía un taller y que era de la misma época que Lisipo y Escopas de Paros, con los que formó el trío de escultores más representativos de la segunda fase del clasicismo.
Se cree que mantuvo relaciones con la cortesana tespia Friné, que habría hecho de modelo para su afamada escultura de la Afrodita de Cnido. Plinio el Viejo sitúa su apogeo artístico después de la 104.ª olimpiada (esto es, en 364 a 361 a. C.) y señala que Eufránor fue un escultor contemporáneo suyo.
Pocas son las obras que se pueden considerar originales de Praxíteles y se mantienen dudas sobre su autoría: Hermes con Dionisio niño está considerada generalmente como obra original del artista.

## Datación y debate sobre su autoría

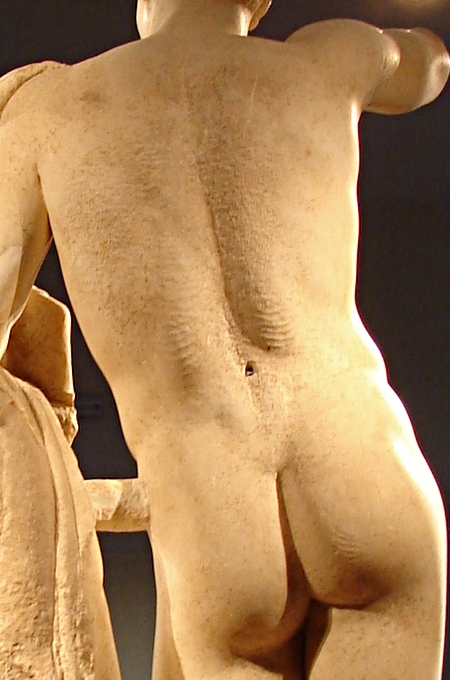
Detalle de la espalda de Hermes donde se aprecian las marcas de la textura rallada por la gradina.

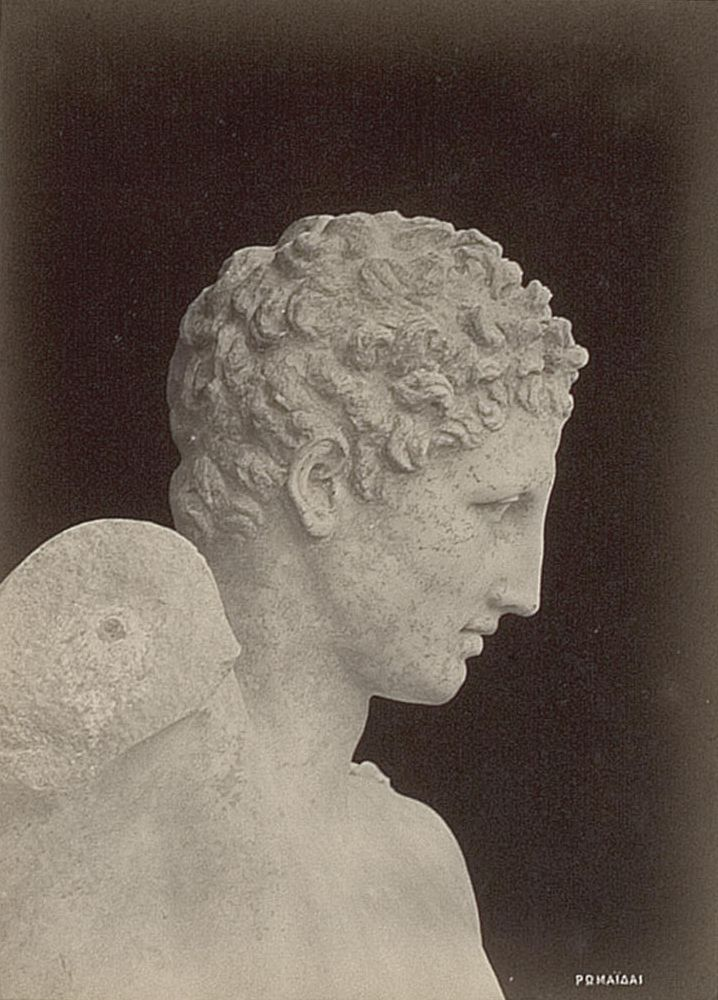
Cabeza de Hermes, mostrando el clásico perfil griego, tipo de belleza clásica.

Desde su descubrimiento la obra se consideró que es la misma representación de Hermes con Dioniso niño que vio Pausanias en el templo de Hera en Olimpia:«... las que he enumerado son de marfil y oro, y algún tiempo después ofrendaron otras en el Hereon: un Hermes de piedra que lleva a Dioniso niño y es obra de Praxíteles...»( Descripción de Grecia, V, 17, 3). Georg Treu, uno de los descubridores, escribió con entusiasmo: «No conozco de entre todas las obras de arte que he visto, ninguna que permita compararla. No hay duda que se trata de un original de Praxíteles». Y Ernst Curtius, otro arqueólogo escribió a su hermano con motivo del descubrimiento diciéndole que era: «La gloria coronada de todos los hallazgos hechos en Olimpia».
El grupo escultórico tiene un gran virtuosismo técnico y la característica «curva praxiteliana»: una suave curvatura en la cadera de Hermes, que se consigue al apoyar el brazo en un tronco de árbol. La expresión de su rostro es nostálgica y con aspecto amanerado propio de Praxíteles, la flexibilidad, el aire juvenil del dios y el tratamiento de los músculos, sin duda, se acerca al Apolo Sauróctono del museo del Louvre, como también sucede con el Sátiro en reposo en los museos Capitolinos, y la Afrodita de Cnido en el Palacio Altemps en Roma. Sin embargo es el único ejemplar de este tipo a diferencia de las numerosas copias que existen del Sátiro en reposo y de la Afrodita de Cnido, lo que indica que no fue una de las obras famosas del artista.
Por otro lado, el autor romano Plinio el Viejo (Historia Natural vi, 66) atribuyó a Cefisodoto el Viejo (que posiblemente fue padre de Praxíteles) una escultura de Hermes con Dioniso niño, pero de bronce. Plinio no menciona ninguna de mármol.
A favor de la tesis praxiteliana, o al menos, de que se trate de un segundo original griego de los clásicos, se ha presentado como prueba el material: aunque todos los ejemplares conocidos son de mármol de Olimpia pentélico, el Hermes es de mármol de Paros.
Se ha informado que la cabeza del pequeño Dioniso es parecida a la de las estatuas de Dioniso niño encontradas en Braurón y datadas del fin del siglo IV a. C. o principios del siglo III a. C.: Hermes es, por lo tanto, un original del siglo IV a. C.
Pero algunas peculiaridades estilísticas parecen incompatibles con una datación del siglo IV a. C. Así pues, contrariamente a las esculturas habituales de la época, el cabello se realiza mayoritariamente, mediante el trépano; el cincel solo se utiliza en algunos puntos. Sin embargo, puede ser una innovación de Praxíteles. Así mismo, el acabado del tronco del árbol está realizado con un cincel plano y no con la gradina que era una forma inusual en el siglo IV a. C.. El diseño de las sandalias es más habitual en el periodo helenístico que en la época clásica. Finalmente, el pulido de la estatua es característico de los mármoles del periodo imperial romano. Es posible que los resultados de la acción del pulido, sea un estudio aplicado como preparación para recibir la pintura, del tecnicismo del cual, se sabe relativamente poco.
Toda esta serie de elementos ha llevado a proponer otras autorías en lugar de la de Praxíteles. El Hermes podría ser obra de un escultor de la época helenística próxima a la romana. La adjudicación praxiteliana sería debida a un error o confusión de Pausanias. Carls Blümel, propone una solución que permite el testimonio de Pausanias y una adjudicación tardía; Hermes es el trabajo de un «Praxíteles» pero es, de hecho, un escultor del siglo II a. C., la firma del cual se encontró en las excavaciones de Pérgamo. 
Sigue la controversia por lo que concierne a la datación de la obra, que en 1877 fue encontrada en las excavaciones realizadas por un equipo alemán en Olimpia, en las ruinas del mismo templo donde lo vio Pausanias, pero que algunos rasgos estilísticos parecen de época posterior por lo que, algunos expertos, opinan que es una copia del siglo I de un original de Praxíteles del siglo IV a. C.

## Tema
Según relatos de la mitología griega, Dioniso era el hijo del dios Zeus y Semele, una princesa mortal, hija de Cadmo, rey de Tebas. La esposa del dios, Hera, celosa por los encuentros, le sugirió a esta que dejara su relación con Zeus, pero, al no lograr su propósito, decidió que lo mejor sería castigar a la joven amante. A este respecto, Hera le dijo que, en verdad, estaba siendo engañada, pues su verdadero amante no era Zeus, sino un hombre normal y corriente que se hacía pasar por la divinidad aprovechándose para ello de su ingenuidad. Ante esto, y si quería estar segura, debería pedirle que este le diera alguna prueba de su poder e inmortalidad.
Dicho esto, Sémele no dudó en ir a pedirle a Zeus que le demostrara todo su poder, y este, feliz porque a esas alturas ella ya estaba embarazada, le prometió que le daría todo cuanto ella deseara. Ella, perseguida por las palabras de Hera, le imploró que se le apareciera en todo su esplendor y, aunque el dios trató de persuadirla para que pidiera otra cosa, no encontró el modo de convencerla. Siendo esto imposible y, al parecer, como ella le pedía a Zeus mostrarse en toda su magnificencia, los rayos y el fuego que este desprendía acabaron por incinerar a Sémele; entonces el dios que sabía que Semele estaba embarazada, le extrajo el feto que llevaba dentro suyo y se lo cosió en su pierna. Al cabo de seis meses, según el mito, nació Dioniso, es por esta razón por la que se conoce a Dioniso como «el dios nacido dos veces». Recién nacido fue confiada su custodia a Hermes, también hijo de Zeus, para protegerlo contra Hera y llevarlo para su cuidado a Atamante y su esposa Ino. Es posible que esta escultura se realizara como una alegoría de la paz entre los habitantes de Elis, que tenían a Hermes como patrón y Arcadia, que tenían por patrón a Dioniso.

## Consideraciones técnicas
El grupo está tallado en un bloque de mármol de Paros de la mejor calidad. Hermes mide entre 2,10 y 2,13 metros, y la obra completa con la base unos 3,70 metros. El pie derecho de Hermes está unido a un trozo de zócalo, que tiene agujeros que no encajan en la corona de la base, lo que hace pensar que refleja los cambios realizados en la estatua en algún tiempo. Otras partes del grupo están igualmente separadas, y el tronco del árbol se adosa a la cadera de Hermes por la colocación de un puente. 

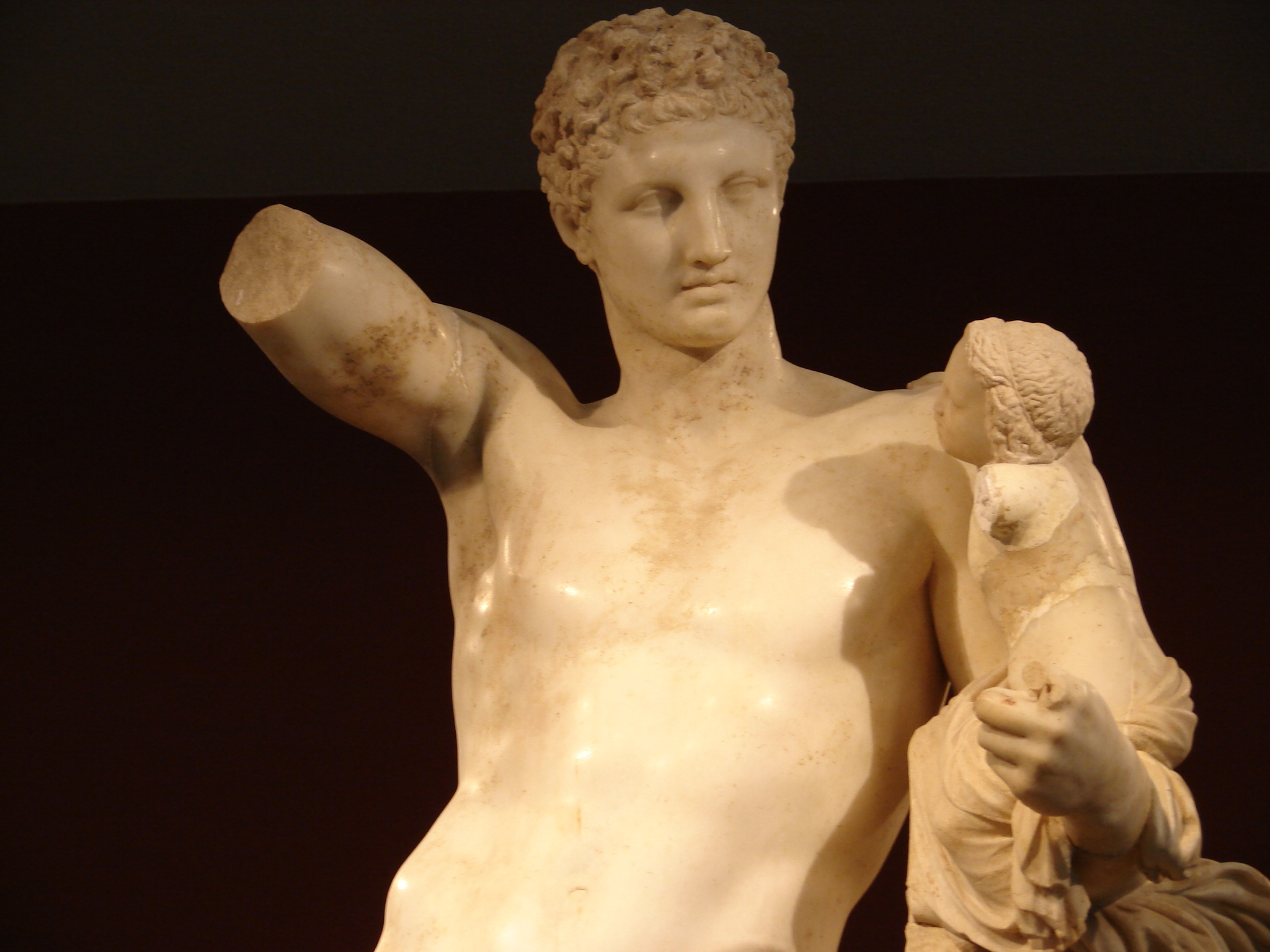
Detalle de Hermes con el niño Dioniso donde se observa un perfecto pulido.

El rostro y el torso de Hermes se muestran con un perfecto pulido, casi brillante «al que han contribuido», comenta haciendo broma John Boardman, «generaciones de limpiadoras del templo». Sin embargo, en la espalda tiene las marcas de los golpes de raspa y del cincel y en el resto de la escultura sólo está pulida de manera parcial.
En los cabellos, desde su descubrimiento, se aprecian aun pequeñas huellas de cinabrio, un compuesto de sulfuro de mercurio de color rojo, que probablemente no es un color real, sino una preparación para el dorado. El color se encuentra en las correas de la sandalia del pie original, que también presenta restos de dorado; además, en la sandalia tiene un nudo de Heracles, que fue realizado en pintura, y que nace en el motivo tallado de las correas entre los dedos del pie. Los ojos y los labios eran probablemente de color rojo.
En la escultura se han hecho esfuerzos para una restauración de la máxima calidad y respetando la obra original. Así, en la versión que se conserva en el museo de Olimpia, Hermes no tiene los atributos clásicos de llevar un petasos en la cabeza, o bien de ir calzado con sandalias aladas. Que llevara como ornamento una corona vegetal real parece lo más probable. Con la mano izquierda sujetaba otro atributo: probablemente el caduceo. En general, el brazo derecho en alto de Hermes que le falta, ha sugerido diversas interpretaciones. Parece que el grupo es la representación del episodio mitológico de Hermes cuando llevaba a Dioniso a las ninfas de la montaña Nisa. A lo largo del camino, Hermes, para distraer al pequeño Dioniso, agita un objeto con la mano derecha. Por lo tanto, se supone que Hermes llevaba en la mano un instrumento musical, o también podría ser que sujetara un racimo de uvas.

## Conclusiones
- La estatua se encontró en el mismo lugar donde la describió Pausanias. El testimonio de Pausanias nos asegura que la estatua se encontraba en el Templo de Hera en Olimpia en el pasado, es decir, ya en el siglo II. La cita, entre otras grandes obras de la época clásica, pero el Heraion también alojaba estatuas romanas. Por lo tanto no se sabe con seguridad si se encontraba desde el siglo IV a. C.
- Si se hace un trazo de arriba a bajo, una línea muy flexible en forma de S divide las figuras. A pesar de las dudas de si la escultura de Hermes con el niño Dioniso es la obra original o una copia, sin duda, conserva los rasgos fundamentales de las obras de Praxíteles. Este escultor introdujo un dinamismo nuevo en la disposición de las figuras que quería representar; los rasgos principales son el soporte intenso que le da a una de las piernas, que al sobresalir la cadera hacia un lado, crea un contorno en forma de S o contrapposto.[5]

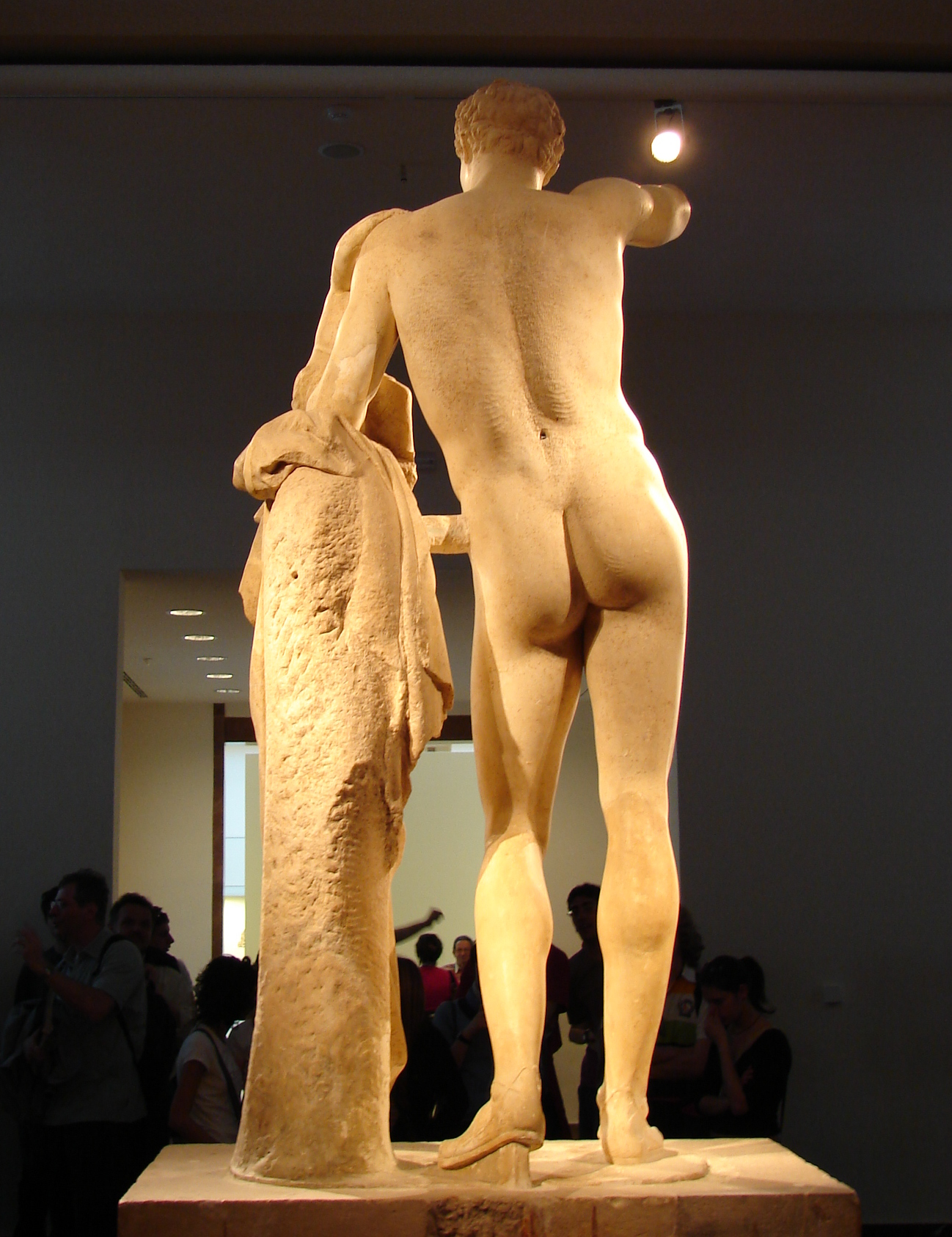
Vista de la parte trasera de Hermes con el niño Dioniso con la forma del contrapposto.
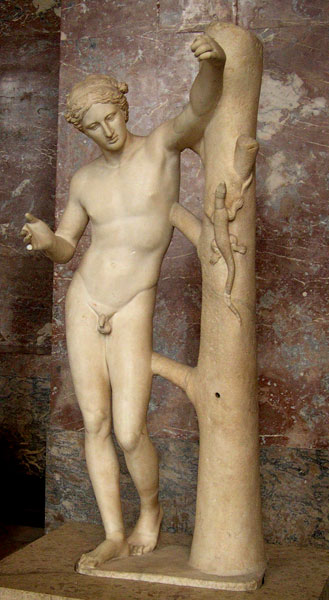
Apolo Sauróctono con un soporte habitual de Praxíteles.
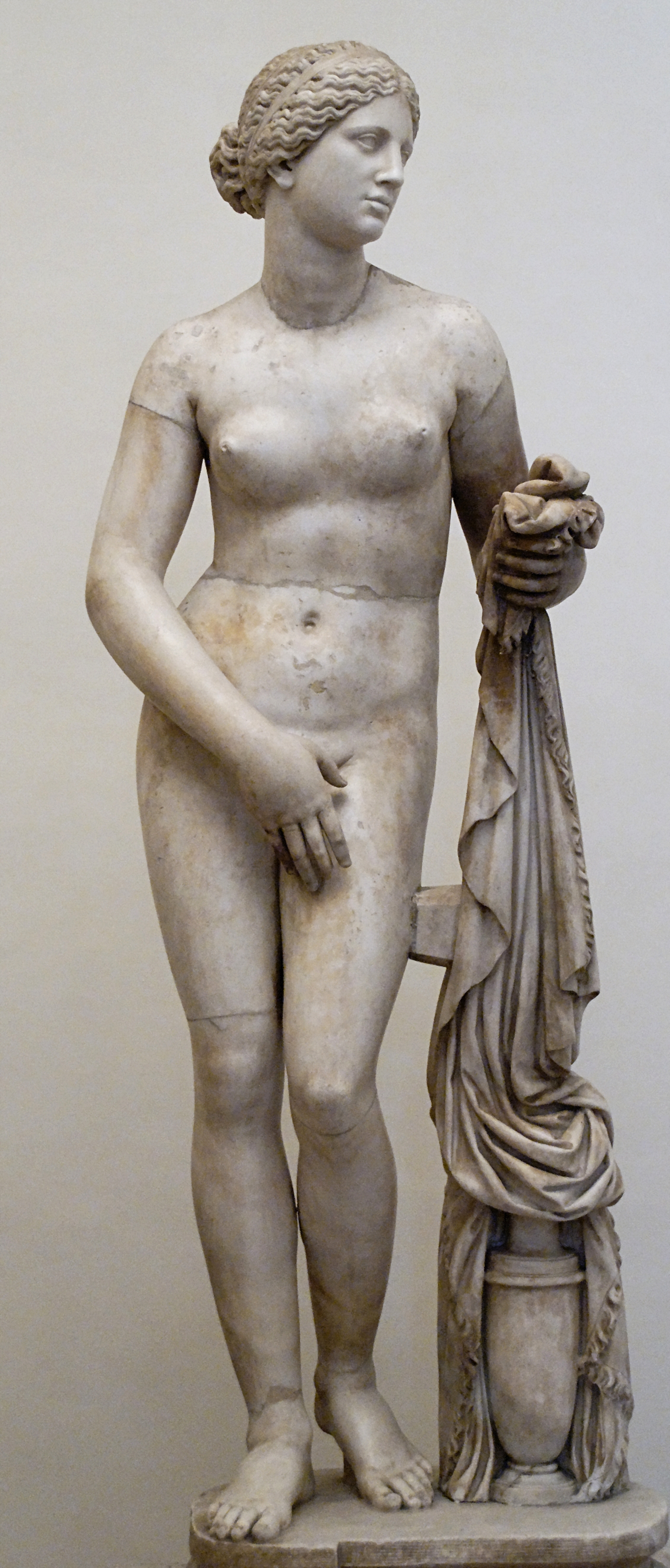
Afrodita de Cnido con el rostro en una vista de tres cuartos.

- Árboles, telas y otros elementos parecidos se usan como soporte para las figuras de mármol, y se incluyen en el diseño en lugar de ser extraños a él. Se destaca un movimiento en el cuerpo, de detrás hacia adelante, y la colocación de un brazo sobre el objeto, normalmente a su derecha, que representa un árbol o paños, con el que consigue evitar que la figura sea excesivamente rígida. La composición de Hermes con el niño Dioniso, está influida por la efectuada por Cefisodoto en La paz y la riqueza, en la que el peso de las dos figuras se apoya sobre el tronco de un árbol.[5]
- Las caras aparecen en una vista de tres cuartos. El ligero movimiento de las cabezas siempre tienen una causa justificada, una razón de ser, como el mirar hacia algún otro tema de la escultura, como, por ejemplo, al lagarto en el Apolo Sauróctono o hacia Dioniso en Hermes con el niño Dioniso; este recurso cierra la representación en la propia narración del sujeto, sin necesidad de hacer participar al espectador que observa la escultura. Sólo la anécdota que sugiere, invita a participar y a adivinar el motivo de esta representación.[23]
- El pulido y el policromado. Sus estatuas estaban policromadas; parece que su pintor preferido fue Nikias. El tratamiento dado a las superficies de sus esculturas es de una gran delicadeza, y el pulido del mármol se destaca por el virtuosismo de su realización, imprime en sus obras una nostalgia casi religiosa.[5]
- Praxíteles conocía perfectamente el material del mármol, sus obras representaban siempre adolescentes bellos con una dulzura y detalles de gestos opuestos a la escultura atlética del siglo precedente, sus esculturas presentan la voluptuosidad y una sensualidad refinada, sus personajes se presentan con carácter triste y blando. Representó a las divinidades como seres mortales, llegando a atreverse con la representación de una diosa desnuda en la Afrodita de Cnido.[24]
- Praxíteles, junto a Lisipo y Scopas es el gran representante del clasicismo tardío. Sus obras desprenden una sutil belleza, un particular tratamiento de las formas y ha dejado para la historia del arte la curva praxiteliana, en la que el cuerpo pide un punto de apoyo donde el cuerpo le obliga a arquear la cadera.